# Bolęcin (gromada)
Bolęcin (do 28 II 1959 Piła Kościelecka) – dawna gromada, czyli najmniejsza jednostka podziału terytorialnego Polskiej Rzeczypospolitej Ludowej w latach 1954–1972.
Gromady, z gromadzkimi radami narodowymi (GRN) jako organami władzy najniższego stopnia na wsi, funkcjonowały od reformy reorganizującej administrację wiejską przeprowadzonej jesienią 1954 do momentu ich zniesienia z dniem 1 stycznia 1973, tym samym wypierając organizację gminną w latach 1954–1972.
Gromadę Bolęcin z siedzibą GRN w Bolęcinie utworzono 1 marca 1959 w powiecie chrzanowskim w woj. krakowskim w związku z przeniesieniem siedziby GRN gromady Piła Kościelecka z Piły Kościeleckiej do Bolęcina i przemianowaniem jednostki na gromada Bolęcin.
Gromadę zniesiono 31 grudnia 1961, a jej obszar włączono do gromady Płaza.